# Too Strong

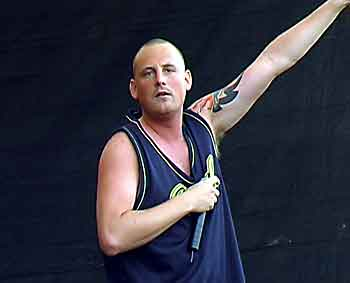
AtomOne a.k.a. Der Lange Live 2000 in Dortmund

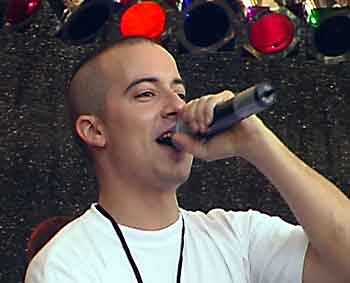
Pure Doze

Too Strong war eine deutsche Hip-Hop-Band aus Dortmund.

## Geschichte

### 1989–1994
Im Jahr 1989 wurde die Formation Too Strong durch die Hip-Hop-Musiker DJ Zonic und Pure Doze gegründet. Kurz darauf traten noch DJ Brocke und der in Witten geborene Der Lange der Gruppe bei. Die nächsten Jahre traten die vier Musiker auf vielen Hip-Hop-Jams in ganz Deutschland auf. Vorrangig wurden die Texte zu der Zeit noch auf Englisch vorgetragen, dies änderte sich jedoch mehr und mehr zum deutschsprachigen. Während dieser Zeit wurde als Antwort zur von Afrika Bambaataa gegründeten Zulu Nation die SILO NATION maßgeblich von Too Strong gegründet. 
siehe: Too Strong und die Silo Nation
1993 wurde die erste Single-EP Rabenschwarze Nacht bei Tribehaus Records veröffentlicht. Möglich wurde diese Veröffentlichung durch den damaligen Manager Uwe Säbel, welcher Too Strong bei Tribehaus Recording unter Vertrag gebracht hatte. Das Titelstück der CD befasst sich inhaltlich mit dem nächtlichen Leben eines Graffitisprühers aber auch mit politischen Themen, wie dem Neonazismus im Ruhrgebiet. Das erste Album erschien 1994 mit dem Titel Greatest Hits ebenfalls bei Tribehaus Recording. Nach der Veröffentlichung kam es innerhalb der Gruppe zu Differenzen, die dazu führten, dass zuerst DJ Zonic und kurz darauf auch DJ Brocke Too Strong verließen.

### 1994–2001
Neuer DJ wurde DJ Funky Chris, der bereits beim Lied Wer hat Angst vorm Silomann vom Album Greatest Hits eine Textstrophe sowie einige Scratches beigesteuert hatte. 1996 erschien dann das nächste Album: Intercity Funk. Die Singleauskopplung Krank wurde noch im gleichen Jahr veröffentlicht. Intercity Funk befasste sich vorrangig mit den Grundpfeilern der Hip-Hop-Kultur: Graffiti, Rapmusik, DJ'ing und Breakdance. Im Rahmen der Singleveröffentlichung von Krank wurde die EP Silorin veröffentlicht. Dies war auch die einzige CD, auf welcher der Empire Remix von Rabenschwarze Nacht enthalten war. Dieser Remix hatte sich im Laufe der Jahre zu einer Art Hymne von Too Strong entwickelt und wird bei Liveauftritten regelmäßig gespielt. Als Beat wurde der Darth Vader Theme des Star-Wars-Soundtracks übernommen und mit DJ-Cuts „verfeinert“.
In den folgenden Jahren widmeten sich die Mitglieder ihren jeweiligen Solo-Projekten. So erschien im Jahr 1997 das erste Soloalbum vom Langen, „The Real Deal“. DJ bei diesem Album war vorrangig DJ Funky Chris. Ein Jahr später, 1998, präsentierte Pure Doze sein erstes Soloalbum mit dem Titel „Overdoze“. Es wurde bis auf ein Lied komplett von Pure Doze produziert. Des Weiteren veröffentlichte er unter dem Pseudonym Rough Dee die Platte Elektroklänge.
1998 erschien die 12"-Vinyl-Maxi Lyrisches Kung-Fu / Meine Melodie. Das dazugehörende Album Die Drei vonne Funkstelle erschien im folgenden Jahr als erstes Album der Formation über das Majorlabel Virgin Germany (EMI). Das Album zeichnet sich vorrangig dadurch aus, dass sich die Musikqualität stark verbessert hat und auch tiefsinnigere Texte zum Ausdruck kamen. So befassten sich Stücke wie Einzelkämpfer oder Das Buch der Wahrheit mit alltäglichen und sozialen Problemen.

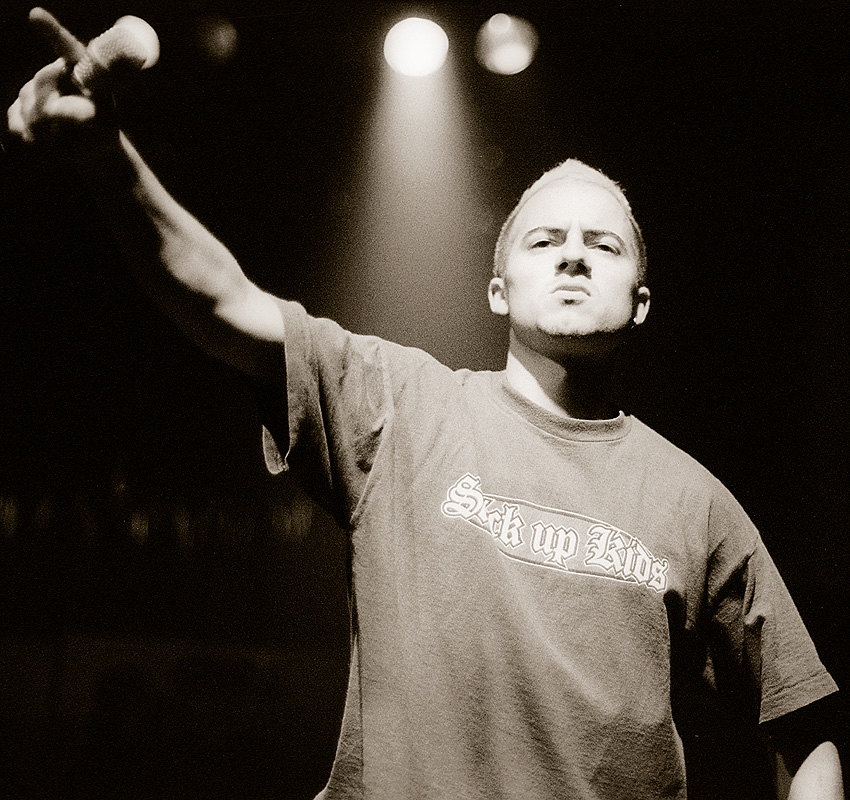
Pure Doze 1999

Im Jahr 2000 erschien die erste Soloveröffentlichung von DJ Funky Chris mit dem Titel Funky Chris featuring.... Auf der 12"Vinyl-Maxi waren mehrere Gäste wie Creutzfeld & Jakob, Ohne Gleichen und Pure Doze vertreten.

### 2001–2004
2001 erschien, ebenfalls bei Virgin, das vierte Too Strong Album Royal TS. Während der Aufnahmen zu diesem Album kam es zu Differenzen innerhalb der Formation, wodurch Der Lange noch während der Aufnahmen die Gruppe verließ. Auf dem Album ist er deshalb nur auf fünf Liedern zu hören. Des Weiteren enthält das Album viele Features und Skits. Nach eigenen Aussagen kam die Gruppe nicht mit dem Termindruck eines Majorlabels zurecht. So nahm Der Lange Studiotermine nur noch unregelmäßig wahr und investierte den Großteil seiner Zeit in seine Graffitikarriere. Da diese CD, wie bereits Die Drei vonne Funkstelle, als Enhanced CD veröffentlicht wurde, gab es noch einen kleinen Silo-Media Bonus, auf dem einige ältere Stücke sowie ein Statement von Doze enthalten sind, in welchem er klarstellt: „Für uns war immer klar, dass das Projekt Too Strong beendet wird, sobald einer von uns die Gruppe verlässt.“
Nach der Trennung widmete sich Der Lange dem Malen, während Doze und Chris in Dortmund ihr eigenes Studio Strong Island gründeten. Nachdem Der Lange im Jahr 2004 die Single Ticket Retro / Kill Rap please veröffentlichte, wurde bekanntgegeben, dass es eine Reunion von Too Strong geben würde.

### 2004–2009
Nach verschiedenen Vorkommnissen, wie der Messerattacke auf Der Lange während des Juicy-Beats-Festivals im Westfalenpark im Jahre 2004, konnte für 2005 ein neues Album bestätigt werden.
Das nächste Too Strong Album Dreamachine erschien nach der Reunion im Jahr 2005. Nach den eher schlechten Erfahrungen mit Majorlabels wurde dieses Album unter Eigenregie im eigenen Studio Strong Island aufgenommen und über das kleine Label the a label veröffentlicht. Inhaltlich sind die Themen dieses Albums sehr weit gefächert. So werden unter anderem die Beziehungen zwischen den Bandmitgliedern (Der Mann an meiner Seite), die Entwicklung des deutschen Hip-Hops (Back and Four) aber auch die Außenpolitik von George W. Bush (Bushfeuer) thematisch verarbeitet. Als Highlight für die Fans kann man den Titel Insekten anführen, in welchem auf den Diss von der Berliner Band Royal TS eingegangen wird. Der Hintergrund zu diesem Streit ist in der Veröffentlichung des Albums Royal TS zu sehen. Als das Album erschien, gab es in Berlin, ohne das Wissen von Too Strong, eine Band mit genau diesem Namen. Diese Band veröffentlichte daraufhin mehrere Lieder, in denen sie Too Strong mehrfach dissten. Da Too Strong sich nach Royal TS trennten, mussten die Fans vier Jahre auf eine Reaktion zu diesen verbalen Attacken warten. Diese Antwort kam dann mit Dreamachine in Form von dem Track Insekten. Als weitere Besonderheit kann der Titel Schmerzen erwähnt werden. In diesem Lied verarbeitet Der Lange die Erfahrungen aus der Messerattacke und den darauffolgenden Erlebnissen (Krankenhausaufenthalt, Reha, Beziehungen zu Freunden …).
Nach dieser Veröffentlichung widmeten sich die Mitglieder wieder mehr ihren Soloprojekten. So erschien 2006 das zweite Soloalbum vom Langen mit dem Titel You can´t keep it back (YCKB). Wie schon Royal TS erschien auch dieses Album auf dem the a-label. Die Inhalte des Albums waren sehr persönlich. So verarbeitete er zum Beispiel den Tod seines Vaters sowie die Geburt seines Sohnes. Nachdem so viele persönliche Gegebenheiten thematisiert wurden, gab der Lange bald nach der Veröffentlichung bekannt, dass YCKB das letzte Album unter dem Synonym Der Lange gewesen ist. Nach eigener Aussage wurde alles gesagt was es als Der Lange zu sagen gab. Folgende Releases sollen von nun an unter seinem Graffitipseudonym ATOMone erfolgen.
Im gleichen Jahr erschien mit Elektroshocker auch eine weitere Soloplatte von Pure Doze, welche unter dem Pseudonym Rough Dee veröffentlicht wurde. Wie alle Rough Dee Alben besteht auch dieses Album vorrangig aus Elektrobeats.

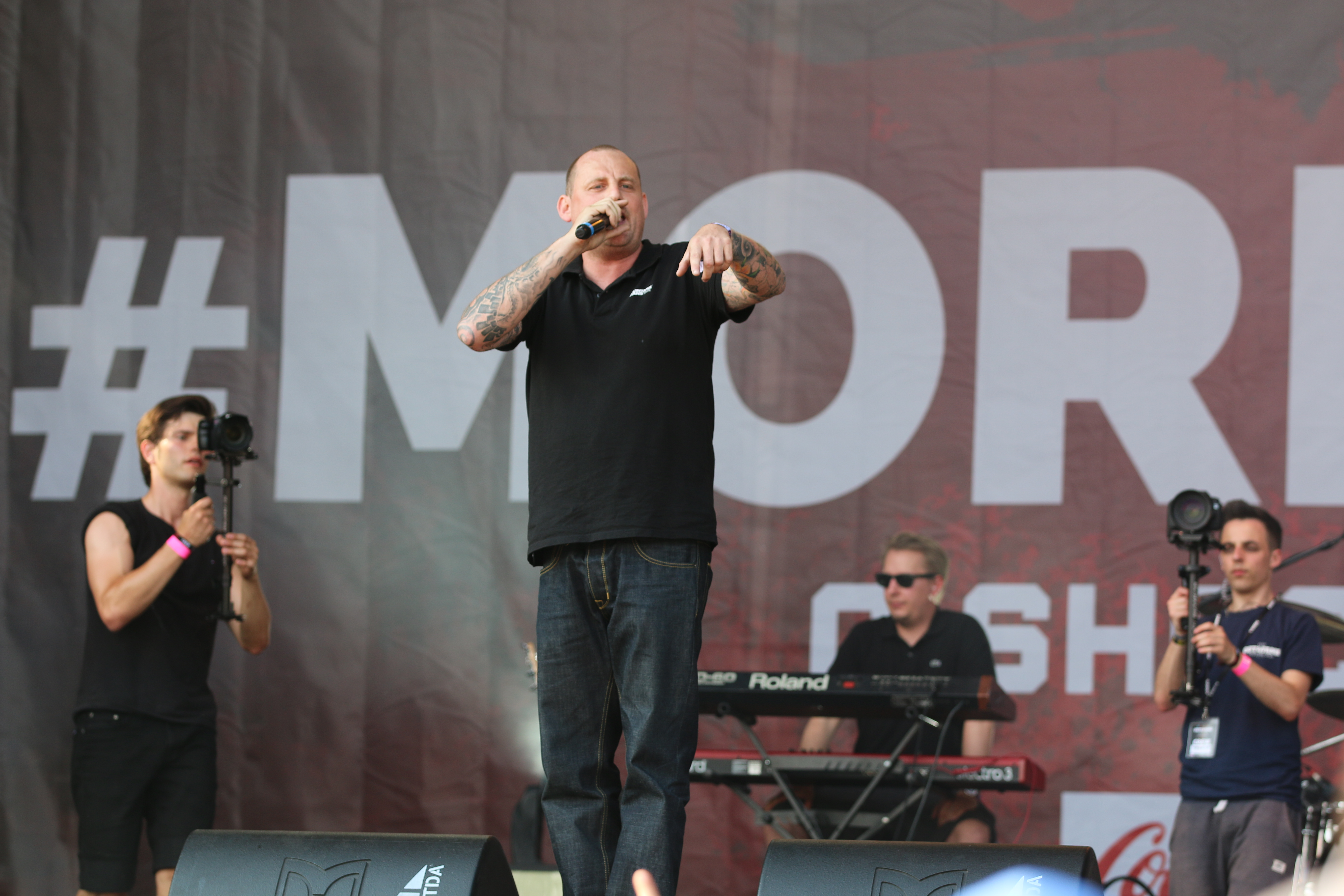
Too Strong beim Out4Fame-Festival 2015

Im Jahr 2007 erschien dann das bislang letzte Soloalbum von Pure Doze mit dem Titel Dozewriter. Das besondere an dem Namen ist, dass es eine Internetumfrage von Doze gab wie das Album heißen sollte. Aus den besten Vorschlägen wurde dann dieser Titel gewählt. Wie alle Too Strong-Projekte besticht auch dieses Album trotz seiner „einfachen“ Produktion ohne Majorlabel durch seine Qualität in Text und Klang. Im Unterschied zu seinem ersten Soloalbum Overdoze, welches eher bedrückend und melancholisch wirkte, ist dieses Album sehr unterschiedlich. So gibt es sehr ruhige Stücke (sogar ein rezitiertes Gedicht), bis hin zu eher aggressiven Liedern, welche die derzeitige Situation des deutschen Rap kritisieren.
Das bisher letzte Release vom Langen war sein drittes Album: Masterpiece – Tales from da cans, welches 2008 erschien. Wie oben erwähnt wurde dieses Album jedoch nicht mehr unter dem Namen Der Lange, sondern unter ATOMone veröffentlicht. Wie der Titel des Albums schon erahnen lässt, befasst es sich inhaltlich viel mit dem Leben als Graffitikünstler ATOMone. Aber auch hier gibt es einige sehr persönliche Stücke. So gibt es ein Lied gewidmet an seinen Sohn (Mein Sohn) oder auch den Track Zukunft vor Augen, in welchem er sich mit der Trennung von seiner Frau befasst.
Anfang 2008 wurde bekanntgegeben, dass sich DJ Funky Chris im gegenseitigen Einverständnis von der Gruppe getrennt hat. Dies sei jedoch nicht auf persönliche, sondern auf musikalische Differenzen zurückzuführen. Laut Pure Doze haben sich die musikalischen Wege getrennt und der Entschluss zur Trennung von Chris wurde gemeinsam gefasst. Das bis jetzt letzte Album von Too Strong, Rap Music Is Life Music, wurde 2009 veröffentlicht. Seit 2012 haben Too Strong vereinzelt neue Songs aufgenommen und waren an Kollaborationen beteiligt.

## Too Strong und die Silo Nation
Die Silo Nation  (deutsch ausgesprochen) wurde erstmals 1993 – zunächst als Scherz und Parodie auf die Zulu Nation – erwähnt.

### Geschichte
1993 ist die Diskussion um die Universal Zulu Nation Germany in den noch kleinen deutschen Hip-Hop-Kreisen in vollem Gange. Durch das anscheinend übertriebene Einbringen von Regeln, um in die Zulu Nation aufgenommen zu werden (keine Drogen, kein Alkohol aber später auch trinke keine Coca Cola, esse keine Gummibärchen), waren viele Hip Hopper der Zulu Nation abgeneigt. Der Begriff Silo Nation entstand auf einer privaten Party von Too Strong im Dortmunder Hafen als Reaktion auf die angebliche Verunglimpfung eines Dortmunder Writers durch einen Anhänger der Zulu Nation. Dieser ursprünglich nur als Partygag gedachte Begriff verbreitete sich sehr schnell über die gesamte Hip-Hop-Gemeinde. Die Mitglieder von Too Strong definierten daraufhin genauer in mehreren Liedern, was Silo Nation wirklich bedeutet. Bis heute ist die Silo Nation, besonders im Ruhrgebiet, ein fester Bestandteil der deutschen Hip-Hop-Kultur. Und findet auch noch regelmäßig Erwähnung in aktuellen Liedern von Too Strong.
Das 15-jährige Bestehen der Silo Nation wurde Ende 2008 auf einer Jam in Dortmund gefeiert, u. a. mit Too Strong und Torch (erster Zulu-Nation-Chapter Deutschlands).

### Grundsätze
Obwohl die Silo Nation als Gegenkonzept zur Zulu Nation konzipiert wurde, weisen beide Gruppierungen auch Gemeinsamkeiten auf: Der größte Unterschied ist das anscheinende Fehlen jeglicher Regeln oder Grundsätze innerhalb der Silo Nation. Jeder Mensch soll so akzeptiert werden, wie er ist, ohne ihn aufgrund von Verhaltensweisen oder Merkmalen (Hautfarbe, Geschlecht, Beeinträchtigung, Religionszugehörigkeit oder aber auch Drogenkonsum etc.) zu beurteilen. Ausschließlich der Charakter eines Menschen sollte die Grundlage für zwischenmenschliche Beziehungen sein. Dieser ist nur nach intensivem Kennenlernen der betreffenden Person zu beurteilen.

### Organisation/Aufbau
Die Silo Nation ist im Gegensatz zur Zulu Nation keine organisierte Struktur im herkömmlichen Sinne einer Körperschaft mit einer (hierarchischen) Struktur, Posten oder dergleichen. Sie ist vielmehr, ähnlich der ursprünglichen Hip-Hop-Kultur an sich, die Verkörperung eines Lebensstils, der unvoreingenommenes Zugehen auf andere Menschen ohne Vorurteile bedeutet.

## Diskografie

### Alben
- 1994: Greatest Hits
- 1996: Intercity Funk
- 1999: Die Drei vonne Funkstelle
- 2001: Royal TS
- 2005: Dreamachine
- 2009: Rap Music is Life Music

### Singles
- 1993: Rabenschwarze Nacht EP (Vinyl und CD)
- 1996: Silorin (Krank) (Vinyl und CD)
- 1998: Lyrisches Kung Fu / Meine Melodie (Vinyl)
- 1999: Too Strong meets business (Vinyl und CD)
- 2001: Keine Faulen Tricks (Vinyl)
- 2001: Guestlist (Vinyl)
- 2005: Purer Rap (CD)
- 2006: Das Schlimmste ist, wenn das Bier alle ist (Vinyl) (zusammen mit Die Kassierer)

### Solo-Alben
- 1997: Der Lange und Funky Chris – The Real Deal
- 1998: Pure Doze – Overdoze
- 2006: Der Lange – You Cant Keep It Back
- 2007: Pure Doze – Doze Writer
- 2008: AtomOne a.k.a. Der Lange Masterpiece – Tales from da Cans
- 2013: Pure Doze – Mixtape #1 Alles Inklusive
- 2013: Pure Doze und Coach One – C.O.P.D.
- 2016: Pure Doze und Coach One – C.O.P.D II – Maniac
- 2025: Pure Doze – Wo ist die Liebe

### Sonstige
- 1999: Die Drei vonne Funkstelle Instrumentals (Vinyl-LP)
- 2001: Greatest Hits (Neuauflage ohne Klappcover)
- 2001: Royal TS Instrumentals (Vinyl-LP)
- 2005: Dreamachine Instrumentals (Vinyl-LP)
- 2006: Pure Doze & Rough Dee aka. The Elektro-Twins - Elektroshocker
- 2009: Katakomben (mit Skor und DJ Coach One) (Juice Exclusive! auf Juice-CD #101)
- 2009: Rap Music is Life Music Das Remix-Album
- 2011: Deine Zeit ist um! (Feature auf dem Flashmaster Ray Album Der Boss am Bass)